# 罗纳德·罗森
罗纳德·罗森（英語：Ronald Rawson，1892年6月17日—1952年3月30日），英国男子拳击运动员，曾参与第一次世界大战。他曾代表英国参加1920年夏季奥林匹克运动会拳击比赛，获得男子重量级金牌。